# Keir Hardie
James Keir Hardie (Newhouse, North Lanarkshire,15 d'agost de 1856 - Glasgow, 26 de setembre de 1915), va ser un polític socialista escocès, el primer laborista elegit a la Cambra dels Comuns, set anys abans de la conferència fundacional del Partit Laborista, del qual en va ser el primer president.

## Joventut
Keir Hardie, nascut el 1856 al petit poble escocès de Newhouse (nord de Lanarkshire), era el fill il·legítim de Mary Keir, donzella. El seu lloc de naixement encara és visible a Newhouse, a l'antiga carretera d'Edimburg. La seva mare es va casar amb un fuster anomenat David Hardie i la família es va establir a la ciutat industrial de Glasgow. Keir Hardie va viure una infantesa miserable. Als vuit anys, treballava a una fleca mentre els seus pares estaven a l'atur. Va ser acomiadat de la feina per arribar tard mentre assistia a la seva mare malalta. Privada de qualsevol font d'ingressos, la seva família va tornar a Lanarkshire. Als onze anys, Keir Hardie va baixar a la mina. Mai va anar a l'escola, però va aprendre per ell mateix fent classes nocturnes que li van permetre descobrir les obres de Robert Burns. El 3 d'agost de 1879 es va casar amb Lillian Balfour Wilson.

## Sindicalista
Va ser en aquest moment quan Keir Hardie va començar a llegir la premsa i a interessar-se pels sindicats. Treballant a les mines de carbó, va dirigir el 1880 la primera vaga de miners a Lanarkshire. Boicotejat pels caps miners, es va veure privat de qualsevol possibilitat de treball. Després se'n va anar a Cumnock, Ayrshire, on es va convertir en periodista. El 1886 va ser secretari de la Unió de Miners d'Ayrshire, abans de convertir-se en cap de la Federació Escocesa de Miners. Va començar a publicar un diari anomenat The Miner.
Tot i ser ateu, Keir Hardie es va convertir al cristianisme i es va unir a l'Església de la Unió Evangèlica. El cristianisme va exercir una influència important en la seva trajectòria política.

## Inicis en la política
Keir Hardie va donar suport inicialment al Partit Liberal, però, decebut per la política econòmica de William Gladstone, va arribar a la conclusió que els liberals volien guanyar els vots dels cercles populars, però no podien o no volien representar realment les classes treballadores. Convençut que els liberals mai no aconseguirien una reforma significativa per als treballadors, es va convertir en socialista i va decidir presentar-se als electors.
L'abril de 1888, es va presentar com a candidat laborista independent a Mid Lanark. De tots els candidats va ser el que va obtenir menys suport, però no es va desanimar. Va participar en la creació del Partit Laborista Escocès a Glasgow, el 25 d'agost de 1888 i es va convertir en el seu primer secretari. El president del partit va ser Robert Bontine Cunningham Graham, primer diputat socialista britànic i futur fundador del Partit Nacional Escocès. El 1892, Keir Hardie va ser convidat a presentar-se a West Ham, una circumscripció obrera d'Essex. Els liberals es van negar a presentar un candidat contra ell, però no li van proporcionar cap assistència. Va derrotar el candidat conservador per 5.268 vots contra 4.036.
Durant la seva investidura a la Cambra dels Comuns el 3 d'agost de 1892, Keir Hardie es va negar a complir el protocol i a portar l'uniforme oficial dels parlamentaris. Al Parlament va defensar la fiscalitat progressiva sobre la renda, l'educació gratuïta, les pensions de jubilació, l'abolició de la Cambra dels Lords i el dret a vot de les dones. El 1893, Keir Hardie va contribuir al naixement del Partit Laborista Independent (ILP), molt al desgavell dels liberals que temien que el nou partit es desprengués de l'electorat de la classe obrera. Aquest mateix any, l'artista escocès Henry John Dobson va pintar el seu retrat.
Hardie va ser actualitat el 1894 quan va proposar afegir a l'adreça de felicitació del Parlament pel naixement d'un hereu reial (el futur Eduard VIII) un missatge de condol a les famílies dels 251 miners morts per una explosió de grisú a Pontypridd. La seva petició es va rebutjar i Keir Hardie prengué la paraula per atacar la monarquia, desencadenant un aldarull a la Cambra. El 1895 va perdre el seu seient parlamentari.
Va dedicar els cinc anys següents a la construcció del moviment obrer i va parlar en moltes reunions públiques. Detingut a Londres durant una reunió de sufragistes, va ser alliberat per intervenció del ministre de l'Interior.

## El Partit Laborista
El 1900, Keir Hardie va organitzar una reunió de diversos sindicats i grups socialistes per formar un Comitè de Representació del Treball que va portar a la creació del Partit Laborista el 1906. Hardie va defensar la idea d'un socialisme reformista, molt allunyat del marxisme revolucionari. Aquest mateix any 1900, fou un dels dos únics treballadors elegits a les eleccions generals. Es va convertir en diputat d'una circumscripció de Gal·les, seient que va ocupar fins a la seva mort el 1915. Preocupat per la divisió electoral entre liberals i treballadors, el líder liberal Henry Campbell-Bannerman va fer una crida per un acord electoral conegut com a nom del pacte Lib-Lab. Per evitar la divisió entre els votants hostils al govern conservador, el Partit Liberal es va abstenir de presentar candidats contra els laboristes en 30 circumscripcions. Les eleccions del 1906 van ser guanyades pels liberals i el Partit Laborista va obtenir 29 diputats.
El 1908, Keir Hardie fou substituït per Arthur Henderson al capdavant del Partit Laborista. Es va dedicar a la lluita pel sufragi de les dones i va establir estretes relacions amb Sylvia Pankhurst. També va fer campanya per a l'autodeterminació de l'Índia i contra la segregació racial a Sud-àfrica. Durant una visita als Estats Units el 1909, va criticar el sectarisme dels radicals nord-americans i va proposar la fusió del Partit Socialista dels Estats Units i els sindicats. Resoludament pacifista, Keir Hardie es va oposar a la Primera Guerra Mundial. Va intentar organitzar l'oposició a la guerra i va donar suport als objectors de consciència. Va participar en el congrés de la SFIO a París l'agost de 1914, que es referí a l'esmena Keir Hardie-Vaillant que preveia una vaga general en cas de declaració de guerra, per imposar als governs l'ús de l'arbitratge. Això li va valer moltes crítiques, incloses dins del Partit Laborista.
Hardie va morir en un hospital de Glasgow després d'una sèrie d'atacs el 26 de setembre de 1915.

## Obres
- From Serfdom to Socialism (1907)
- Karl Marx: The Man and His Message (1910)